# 中波轮船股份公司
中波轮船股份公司，简称中波公司，成立于1951年6月15日，是中华人民共和国与波兰人民共和国以平权合股原则合资创办的共产党中国的第一家中外合资企业，也是中华人民共和国第一家股份制企业和第一家远洋运输企业。总公司位于上海，分公司位于波兰格丁尼亚。
1976年3月12日，上海船厂为其建造中国第一艘万吨级出口远洋货船“绍兴”号，1978年11月18日，“绍兴”号正式交付。又相继在上海船厂订造了16000载重吨多用途货船“鲁班”“张衡”“华佗”“屈原”4艘。
公司至今已发展成为拥有3亿多美元净资产，17艘重吊船组成的专业化船队、运力约496,000载重吨、航线遍及全球主要港口的远洋运输企业。公司最高权力机构是股东会，现时中方股东是中华人民共和国交通运输部，波兰方面股东是波兰共和国海洋经济和内河航运部，双方各持股50%。
2022年4月20日，中波轮船股份公司旗下的“皮莱茨基（PILECKI）”轮正式交接，該船也是當時世界载重吨位最大多用途重吊船。該船於5月5日首航。